# خاص كلا (بالا خيابان ليتكوة)
خاص کلا (بالفارسية: خاص‌کلا) هي قرية تقع في إيران في قسم بالا خیابان لیتکوة الريفي. يقدر عدد سكانها بـ 544 نسمة بحسب إحصاء 2016.